# Titularbistum Berissa
Berissa ist ein Titularbistum der römisch-katholischen Kirche.
Es geht zurück auf ein früheres Bistum in der römischen Provinz Cappadocia bzw. Armenia minor in der heutigen östlichen Türkei. Das Bistum gehörte der Kirchenprovinz Erzbistum Caesarea Maritima an.
| Titularbischöfe von Berissa |                                  |                                               |                   |                   |
| Nr.                         | Name                             | Amt                                           | von               | bis               |
| 1                           | André-Pierre Borgniet            | Apostolischer Vikar von Jiangnan (China)      | 24. April 1859    | 31. Juli 1862     |
| 2                           | Luis Tola y Avilés               | Weihbischof in Guayaquil (Ecuador)            | 1. Oktober 1863   | 6. März 1871      |
| 3                           | Miguel Moisés Aráoz              | Weihbischof in Salta (Argentinien)            | 27. Oktober 1871  | 12. August 1883   |
| 4                           | Kazimierz Ruszkiewicz            | Weihbischof in Warschau (Polen)               | 24. März 1884     | 2. November 1917  |
| 5                           | Raymond-Marie-Turiaf de La Porte | emeritierter Bischof von Le Mans (Frankreich) | 30. November 1917 | 9. Juni 1926      |
| 6                           | Karol Mieczysław Radoński        | Weihbischof in Posen (Polen)                  | 8. April 1927     | 5. April 1929     |
| 7                           | Giovanni Jeremich                | Weihbischof in Venedig (Italien)              | 31. Mai 1929      | 23. Oktober 1948  |
| 8                           | Herman Tillemans MSC             | Apostolischer Vikar von Merauke (Indonesien)  | 25. Juni 1950     | 15. November 1966 |